# Anthony Boyle
Anthony Boyle (Belfast, 8 giugno 1994) è un attore britannico, attivo in campo cinematografico, teatrale e televisivo.

## Carriera
Ha studiato al Royal Welsh College of Music and Drama di Cardiff, dove si è diplomato nel 2016. Nel 2016 debutta nel West End di Londra, dove ricopre il ruolo di Scorpius Malfoy nella produzione originale di Harry Potter e la maledizione dell'erede, un'interpretazione che gli vale ottime recensioni e una candidatura all'Evening Standard Award come miglior debuttante della stagione, vince inoltre il prestigioso Laurence Olivier Award al miglior attore non protagonista. Nel 2018 debutta a Broadway con Harry Potter e viene candidato al Tony Award al miglior attore non protagonista in un'opera teatrale.

## Filmografia

### Cinema
- Civiltà perduta (The Lost City of Z), regia di James Gray (2016)
- Il viaggio (The Journey), regia di Nick Hamm (2016)
- Tolkien, regia di Dome Karukoski (2019)
- Tetris, regia di Jon S. Baird (2023)

### Televisione
- Il Trono di Spade (Game of Thrones) – serie TV, episodio 4x06 (2014)
- Philip K. Dick's Electric Dreams – serie TV, episodio 1x03 (2017)
- Le due verità (Ordeal by Innocence), regia di Sandra Goldbacher – miniserie TV, 3 puntate (2018)
- Derry Girls – serie TV, 2 episodi (2018)
- Patrick Melrose, regia di Edward Berger – miniserie TV, 1 puntate (2018)
- Come Home – serie TV, 3 episodi (2018)
- Il complotto contro l'America (The Plot Against America) – miniserie TV, 6 puntate (2020)
- Masters of the Air – miniserie TV, 9 puntate (2024)
- Manhunt, regia di Carl Franklin, John Dahl e Eva Sørhaug – miniserie TV, 7 puntate (2024)
- Shardlake, regia di Justin Chadwick – miniserie TV (2024)
- Non dire niente (Say Nothing), regia di Michael Lennox, Mary Nighy e Anthony Byrne – miniserie TV, 6 puntate (2024)

## Doppiatori italiani
Nelle versioni in italiano delle opere in cui ha recitato, Anthony Boyle è stato doppiato da:
- Manuel Meli ne Il complotto contro l'America, Shardlake
- Gianluca Cortesi in Philip K. Dick's Electric Dreams
- Luca Mannocci ne Le due verità
- Federico Viola in Tolkien
- Flavio Aquilone in Masters of the Air
- Nanni Baldini in Manhunt